# Cavo Taresio
Il Taresio è un roggia che scorre in Basso Novarese.
Anticamente era considerato un corso d'acqua naturale ma tutt'oggi la portata è controllata e dunque viene spesso e volentieri chiamato cavo Taresio o Funtana Granda.

## Il corso del Taresio
L'asta fluviale del Taresio si sviluppa per circa 12 km e drena 26 km².
Inizialmente viene regolato da alcune porte alla confluenza con il "Baraggione";
Nella parte finale, dove perde la maggior parte delle sue acque per l'irrigazione intensissima, si disperde nelle campagne, alimentando una serie di canali irrigui, che sfociano nel torrente Neralo.
Il Taresio dunque viene considerato un affluente del torrente Neralo.